# Gekämmter Nagekäfer
|                         |                         | Fühler Männchen Fühler Weibchen |
| Abb. 1: Aufsicht ♂      | Abb. 2: Unterseite ♂    |                                 |
|                         |                         |                                 |
| Abb. 3: Vorderansicht ♂ | Abb. 4: Seitenansicht ♂ | Abb. 5: Zeichnungen 1836        |

Der Gekämmte Nagekäfer (Ptilinus pectinicornis), auch Kammhornkäfer und veraltet Langstrahliger Kammhorn-Bohrkäfer, Federhornkäfer oder Bücherbohrer genannt, ist ein Käfer aus der Familie der Nagekäfer. Die Gattung Ptilinus ist in Europa mit fünf Arten vertreten. Der Käfer wird als Holzschädling eingestuft und ist nicht unter Schutz gestellt. Die Biologie des bedeutenden Trockenholzzerstörers ist weitgehend bekannt. Neben den Fühlern der Männchen ist der Polymorphismus der Larve ungewöhnlich.

## Bemerkungen zum Namen
Die wegen der Fühler der Männchen auffällige Art ist altbekannt. Sie wurde bereits 1758 von Linné unter dem Namen Dermestes pectinicornis in der berühmten 10. Ausgabe seiner Systema Naturae, die als Ausgangspunkt der binominalen Nomenklatur gilt, beschrieben. Die Beschreibung besteht aus den wenigen Worten D. fuscus, antennis luteis pennatis (lat. ein dunkler Dermestes, mit gelben gekämmten Fühlern) und einer Ortsangabe. Damit erklärt sich der Gattungsname pectinicornis (von lat. „pécten“ für „Kamm“ und „córnu“ für „Horn, Fühler“). Dem entsprechen auch die Namensteile gekämmt und Kammhorn- der deutschen Namen. Solche Fühler findet man in ausgeprägter Form jedoch nur bei den Männchen, aber auch bei den Männchen anderer Käferarten.
Der Gattungsname Ptilinus erschien erstmals 1762 in einem Buch über die Insekten in der Gegend von Paris. Wie erst aus der zweiten Auflage des Buches 1764 hervorgeht, war der Autor des Buches Geoffroy. Geoffroy führte als erste der beiden von ihm zur Gattung Ptilinus gerechneten Arten den Käfer mit dem französischen Binomen „Panache brune“ (brauner Federbusch) an. Er bezog sich dabei auf die vierte Art, die Linné unter Dermestes führt, nämlich auf Dermestes pectinicornis, und übernahm auch Linnés oben angegebene lateinische Beschreibung des Käfers. Er gab der Art jedoch keinen den Nomenklaturregeln entsprechenden wissenschaftlichen Namen. Auch im Rest des Buches vermied er die Binominale Nomenklatur. Es herrschte deswegen eine Meinungsverschiedenheit darüber, ob die Benennungen von Geoffroy Gültigkeit besitzen oder nicht. Die Streitfrage wurde von der ICZN in der Opinion 228 im Jahr 1954 so geregelt, dass bei nomenklatorischen Festlegungen die von Geoffroy in seinem Buch gebrauchten Namen nicht berücksichtigt werden durften.
 O. F. Müller zitierte 1764 die von Geoffroy stammenden Gattungsnamen, in Gegenüberstellung zu denen von Linné gebrauchten, ohne Arten anzugeben. 1776 gab Müller einen Bestimmungsschlüssel für die Gattung Ptilinus an, nannte als zugehörige Art Ptilinus cylindricus und bezog sich weiterhin auf Geoffroy. Deswegen galt nun Müller 1776 als Autor der Gattung und man findet in der Literatur die Angaben „Ptilinus Müller“, „Ptilinus O. F. Müller“ und „Ptilinus Geoffroy in Müller“ mit verschiedenen Jahreszahlen. Gegen die rigide Auslegung der Nomenklaturregeln in Opinion 228 wurde jedoch Widerspruch laut, und im Jahr 1994 wurde durch die ICZN in Opinion 1754 ein Teil der Benennungen für Käfergattungen durch Geoffroy anerkannt, so gilt er jetzt auch als Autor der Gattung Ptilinus. Geoffroy erklärt zum Namen: Die Panache wurde so genannt wegen der Form ihrer Fühler, die einen Art Federschopf bilden; genau das bedeutet auch der lateinische Name Ptilinus (fr. La panache a ainsi nommée à cause de la forme des ses antennes, qui representent une espèce de panache: c'est aussi ce que signifie le nom latin Ptilinus). Der Name Ptilinus ist von altgr. πτίλον „ptílon“ für „Flaumfeder“ abgeleitet.

## Merkmale des Käfers
Der walzenförmige Körper ist mehr als doppelt so lang wie breit und damit stärker gestreckt als beim ebenfalls in Mitteleuropa auftretenden Ptilinus fuscus. Der Käfer wird 3,5 bis 5,5 Millimeter lang, die Weibchen sind durchschnittlich größer als das Männchen. Die Art ist schwarzbraun, die Flügeldecken heller braun, Fühler und Beine rostrot. Durch eine sehr kurze und feine gelbe oder graue Behaarung wirkt der Käfer wie bereift.
Der Kopf ist in Ruhestellung untergebogen und an die Brust angelegt (Abb. 4). Die Brust zeigt aber keine Aussparungen zur Aufnahme des Kopfes oder der Fühler. Die runden Augen sind mäßig groß und gewölbt, beim Männchen größer als beim Weibchen. Am Unterrand der Augen sind die elfgliedrigen Fühler eingefügt. Sie sehen bei Männchen und Weibchen deutlich unterschiedlich aus (Abb. 3). Bei beiden ist das große und gekrümmte Basisglied nach vorn verdickt. Das zweite Fühlerglied ist klein und nach innen dreieckig vorspringend. Beim Männchen ist das dreieckige dritte Glied innen zu einer kurzen Lamelle ausgezogen, die folgenden Glieder tragen nach innen einen sehr langen, etwas flach gedrückten Fortsatz, der länger als Kopf und Halsschild zusammen ist und dem Fühler sein federartiges Aussehen gibt. Bei Weibchen sind die Fühler tief gesägt. Beim Männchen verläuft zwischen Stirn und Scheitel eine mehr oder weniger deutliche, leicht nach unten gebogene Querfurche.
Die Oberkiefer sind kurz dreieckig und außen behaart. Die Kiefertaster sind viergliedrig mit langem etwa zylindrischem Endglied. Die dreigliedrigen Lippentaster haben ein kleines Grundglied, das lange mittlere Glied ist zylindrisch, das etwas kürzere Endglied ist in der Mitte etwas verdickt und am Ende schwach abgestutzt.
Der Halsschild ist vorn und an den Seiten stark gerundet und stark gewölbt. Er schließt nicht dicht an die Flügeldecken an. Er ist fein körnig gerunzelt, nach vorn wird die Körnung deutlicher. Vor dem Schildchen ist eine glatte längliche Beule erkennbar. Beim Weibchen ist auf der hinteren Hälfte des Halsschilds beidseitig je eine sehr flache, glatte Beule ausgebildet.
Die hellen Flügeldecken sind hinten gemeinsam abgerundet. Im mittleren Bereich verlaufen ihre Seiten parallel zueinander. Die Flügeldecken tragen flache unregelmäßige Punktreihen.
Die Unterseite des Käfers (Abb. 2) zeichnet sich durch ein langes Metasternum und fünf etwa gleich lange Hinterleibsabschnitte aus. Die Vorder- und Mittelhüften sind einander genähert, die Hinterhüften weniger. Die Vorderschienen tragen an der Spitze ein horizontal nach außen gerichtetes Zähnchen. Die fünfgliedrigen Tarsen sind ziemlich schlank und zur Spitze wenig erweitert. Das erste Tarsenglied ist lang, das zweite kürzer und die folgenden drei viel kürzer.

## Ei
|                            | Abb. 6: Larve, Kopfun- terseite nach Barbey s. Stipes, c. Cardo, la. Lacinia, mx.p. Kiefertaster, l. Unterlippe l.p. Lippentaster, m. Kinn (Mentum), sm. Submentum |
|                            | |
| Abb. 7: Bohrgänge in Eiche | |

Das Ei ist sehr weichhäutig und verformbar. Bereits in den Ovarien ist es stark länglich. Während des Legevorgangs wird es nochmals gestreckt. Es ist dann rund zwanzig mal so lang wie dick.

## Larve
Die ersten Larvenstadien ähneln sich bei Ptilinus pecticornis wenig. Das erste Larvenstadium hat in etwa die fadenförmige Form des Eies und endet mit einer Zahnplatte, einem Halte- und Bewegungsorgan. Beim zweiten Stadium fehlt die Zahnplatte, der Vorderteil der Larve ist rundlich, das Hinterleibsende noch fadenförmig. Das dritte Larvenstadium ist anfangs noch keulenförmig, das Körperende schiebt sich jedoch zunehmend in den durch die Nagetätigkeit entstandene Höhlung vor. Diese Larvenformen sind durch den zur Verfügung stehenden Raum im Holz bestimmt. Erst das vierte Larvenstadium ähnelt stark den blinden, gedrungenen Larven der Nagekäfer (vgl. Bild bei Weblinks). Vollausgebildete Beine sind erst im 5. und 6. Larvenstadium vorhanden.
Die Larve wird im ausgewachsenen Zustand etwa fünf Millimeter lang bei einem Durchmesser von drei Millimeter. Sie ist weiß mit gelblichem Kopf, der ins erste Brustsegment eingesenkt ist. Sie ist gekrümmt und fleischig. Die drei Brustabschnitte gehen stufenlos in die zehn Abschnitte des Hinterleibs über, deren Durchmesser nach hinten stetig abnimmt. Das letzte Hinterleibssegment ist sackartig ausgebildet. Die drei Beinpaare an der Brust sind sehr kurz. Kleine Haken an der Seite des achten und neunten Körpersegments unterstützen die Fortbewegung. Auf dem Rücken sind Querwülste ausgebildet. Der ganze Körper ist fein behaart. Das erste Brustsegment und die ersten acht Hinterleibssegmente tragen seitlich unten je eine Atemöffnung (Stigma), wobei das Stigma der Vorderbrust etwas größer ist als die Abdominalstigmen. Der Kopf ist von oben betrachtet in drei große Bereiche getrennt, die durch Nähte gegeneinander abgetrennt sind: die dreieckige Stirn und beidseitig dahinter beiden Hälften des Epicraniums. Die winzigen Fühler liegen je in einer Grube an den Vorderecken der Stirn. Die Vorderseite der Stirn ist deutlich nach innen gekrümmt. Vor der Stirn liegt als schmaler Streifen das Epistom, vor seiner Mitte als breites Viereck der nackte Clypeus, davor die Oberlippe in Form eines Kreisabschnitts. Vorder- und Seitenrand der Oberlippe sind mit kräftigen, kurzen Borsten besetzt. Solche bilden auch zwei Linien auf der Oberseite der Oberlippe. Die kräftigen Oberkiefer sind dunkelbraun. Verglichen mit den Oberkiefern anderen holzfressender Käferlarven bilden sie einen Übergang von den gezähnten Formen, die Holzstückchen abbeißen, und den Formen mit einer einem Meißel ähnelnden Schneide, die das Holz sehr fein abschaben und dabei die Holzzellen aufschließen: Am unteren Rand der Schneidefläche sind zwei rudimentäre Zähne vorhanden. Die Kopfunterseite ist in Abb. 6 illustriert. Die Unterkiefer bestehen aus Stipes (s.), Cardo (c.), Lacinia (la.) und Kiefertaster (mx.p.). Bei Ptilinus ist die Lacinia (la) besonders stark abgerundet. Das Kinn (m.) ist schmal und länglich.

## Biologie

### Ernährung
Die Larve und der fertige Käfer ernähren sich von Holz. Die Verdauung des Holzes geschieht mit Hilfe von Endosymbionten, die den Hefen verwandt sind. Diese werden vom Muttertier bei der Eiablage mit der Legeröhre auf die Eier gegeben (engl. egg-smearing). Die Larven infizieren sich, wenn sie beim Schlüpfen ein Teil der Eischalen verzehren. Die Endosymbionten leben in spezialisierten, vielkernigen großen Zellen, den Mycetocyten. Diese bilden den Großteil des Epithels von Ausstülpungen am Vorderende des Mitteldarms, den Mycetomen. Die Mycetome sind bei Ptilinus pectinicornis durch dünne Kanäle mit dem Darmlumen verbunden. Bei der Verwandlung zur Imago wird nur ein kleiner Teil der Symbionten in die schlankeren Mycetome der Imago aufgenommen.

### Bohrgänge
In alten Forstbüchern findet man die Angabe, dass die Bohrgänge in alle Richtungen verlaufen. Dieser Eindruck kann bei oberflächlicher Betrachtung auch entstehen (Abb. 7). Bereits früh wurde jedoch präzisiert, dass die Larvengänge hauptsächlich in Richtung der Holzfasern vorangetrieben werden, die Bohrgänge der Imagines dagegen senkrecht zur Oberfläche ins Holz oder aus dem Holz heraus verlaufen.
Nach dem Schlüpfen aus den Eiern bohrt die Larve bevorzugt in Richtung der Holzfasern, auch durch völlig gesundes Holz. Bei dichtem Befall entstehen dadurch viele nahe beieinander liegende parallel verlaufende Gänge. Zur Erschließung neuer Holzbereiche werden sogenannte Wechselgänge angelegt, die schräg verlaufen. Die Puppenwiege verläuft annähernd in Faserrichtung. Die Fraßgänge der Larven sind sehr dicht mit Bohrmehl verfüllt. Dies ist mehlig verklumpt und besteht aus Faeces und zerriebenem Holz.
Das Bohrmehl der fertigen Käfer enthält mehr feine Späne. Die adulten Tiere benutzen weitgehend bereits vorhandene Gänge. Falls sie nach dem Schlüpfen das Holz verlassen wollen, bohren sie sich senkrecht zur Faserrichtung nach außen. Die Schlupflöcher sind kreisrund bei einem Durchmesser von zwei bis 2,5 Millimetern. Auch bei einem neuen Befall dringen die Weibchen senkrecht zur Faserrichtung ins Holz ein. Damit legen sie einen Brutgang an. Gewöhnlich wird der Brutgang jedoch von vorhandenen Gängen aus, häufig von der eigenen Puppenwiege aus, ebenfalls senkrecht zur Faserrichtung angelegt.

### Lebenszyklus
Die Käfer schlüpfen im späten Frühjahr, die Männchen einige Tage vor den Weibchen. Die Käfer sind kurzlebig, die Männchen sterben bald nach der Paarung, die Weibchen bald nach der Eiablage. Die geschlüpften Käfer verbringen den größten Teil ihres Lebens oder das ganze Leben in den Fraßgängen im Holz. Zur Kopulation müssen die ortstreuen Tiere jedoch das Holz in aller Regel verlassen, da die Bohrgänge für eine Paarung zu eng sind. Die Tiere finden sich dazu in den Abendstunden nahe den Schlupflöchern auf der Holzoberfläche ein.
Die unbefruchteten Weibchen zeigen eine ungewöhnliche Lockhaltung, die man als Sterzeln bezeichnet. Bei gesenktem Kopf werden die Hinterbeine hochgestemmt und dadurch der Hinterleib schräg aufgerichtet. Im hochgeklappten Analsegment wird eine feucht erscheinende Drüse sichtbar. Diese Sterzelhaltung wird jeweils nach etwa zwanzig Sekunden kurz durch eine normale Körperhaltung abgelöst, dann wird erneut die Sterzelhaltung eingenommen. Versuche beweisen, dass dabei ein Sexualhormon abgegeben wird, das als Lockstoff für die Männchen dient. Diese peilen mit lebhaften Fühlerbewegungen die Duftquelle an und nähern sich dieser. Eine Annäherung mit den Beinen wurde bis zu einem Abstand von einem Meter ausgelöst. Es wird geschätzt, dass ein fliegendes Männchen auch aus einem deutlich größeren Abstand angelockt wird. Ob es auch eine akustische Verständigung wie bei anderen Nagekäfern gibt, indem die Käfer mit dem Kopf an die Wände der Fraßgänge pochen, muss nach dem derzeitigen Wissensstand bezweifelt werden.
Die Paarung erfolgt im Freien. Beobachtungen in der Natur zeigen, dass sich bei der Paarung gelegentlich ein Kopulationspartner im Innern des Ganges nahe dem Ausgang befindet, während der zweite nur durch die Kopulationsorgane verbunden sich im Freien aufhält. Dies ist jedoch dadurch zu erklären, dass das Weibchen nach erfolgter Kopulation versucht, sich in Sicherheit zu bringen. Die Paarung erfolgt in verschiedenen Stufen. Das auf dem Weibchen sitzende Männchen löst durch Bewedeln von Kopf und Fühler des Weibchens den Totstellreflex des Weibchens aus. In diesem Zustand wird der Penis eingeführt, ohne dass ein Entgegenkommen des Weibchens erkennbar ist. Daraufhin dreht sich das Männchen um 180 Grad, sodass beide Tiere aneinanderhängend, Hinterleib an Hinterleib, die Köpfe abgewandt, hintereinander sitzen. Dabei können sich ein oder beide Kopulationspartner in ein Bohrloch zurückziehen. Die Kopula wird nach fünf bis fünfzehn Minuten beendet, indem sich das Männchen wieder zum Weibchen zurückwendet.
Bei der Eiablage unterscheidet man Primärbefall und Sekundärbefall. Wenn die Entwicklungsbedingungen gut sind, verbleiben die Weibchen an oder in dem befallenen Holz und benutzen bereits vorhandene Bohrgänge. Gegebenenfalls räumen sie das Bohrmehl aus oder legen von einer Puppenwiege ausgehend einen kurzen Brutgang quer zur Faserrichtung an, in dem sie die Eier ablegen (Sekundärbefall). Wenn das Holz gleichzeitig von Anobium punctatum befallen ist, werden auch dessen Gänge benutzt. Wenn dagegen eine neue Brutstätte aufgesucht wird, bohren sich die Weibchen kurze Brutgänge ins Holz senkrecht zur Faser und legen dort die Eier ab (Primärbefall). Als Ausgangspunkt dieser Gänge wählen sie bevorzugt Flächen, auf denen die Rinde durch Verletzungen entfernt wurde. Andernfalls werden Unebenheiten der Rinde als Ausgangspunkt für den Brutgang benutzt. Die Dauer des Einbohrens hängt von der Härte des Holzes ab und liegt bei zwei bis drei Tagen. Das Einbohren wird auch tagsüber fortgesetzt, während die sonstigen Tätigkeiten abends und nachts stattfinden.
Die Eier werden nicht unmittelbar in das Lumen der Brutgänge abgelegt, sondern in die durch den Brutgang senkrecht angeschnittenen, vornehmlich weitlumigen Holzzellen. Dabei werden die ursprünglich länglichen Eier beim Passieren der Legeröhre noch erheblich gestreckt, wenn sie mehrere Millimeter in die Gefäßzellen eingeführt werden. In Pappelholz gelegte Eier zeigen eine Länge von 1,5 Millimeter bei einem Querdurchmesser von 0,075 Millimetern. Sie werden einen halben bis einen Millimeter tiefer in die Gefäßzelle eingeführt, als der Eilänge entspricht.
Das erste Larvenstadium hat in etwa die fadenförmige Form des Eies. Der Kopf ist dem Brutgang zugewandt. Mit Hilfe der Zahnplatte am Hinterleibsende entfernt sich die Larve innerhalb der Gefäßzelle bis zu einigen Zentimetern vom Brutgang. Nach Durchnagen der Zellwand häutet sich die Larve. Dem zweiten Stadium fehlt die Zahnplatte, der Vorderteil der Larve füllt den durch die Fresstätigkeit geschaffenen Raum, der Hinterleib ist in seiner Dicke durch die Dicke der Holzzelle beschränkt. Das dritte Larvenstadium ist anfangs noch keulenförmig, das dünnere Körperende schiebt sich jedoch zunehmend in den durch die Fraßtätigkeit entstandene Höhlung vor. Erst ab dem 4. Larvenstadium ist die Larve gekrümmt und der Hinterleib untergeschlagen. Vollausgebildete Beine sind erst im 5. und 6. Larvenstadium vorhanden.
Sowohl bei Primär- als auch bei Sekundärbefall verbleiben die Weibchen nach der Eiablage bis zu ihrem Tod im Brutgang. Sie verschließen so die Brutgänge mit ihrem Körper nach außen und schützen dadurch Eier und frisch geschlüpfte Larven vor Fressfeinden. Pro Weibchen ist mit etwa zwanzig Nachkommen zu rechnen. Dennoch kann es bei günstigen Bedingungen lokal über mehrere Jahre hinweg zu Massenvorkommen kommen.
Befallen werden vornehmlich die Stämme von Buche. Auch Eiche und zahlreiche andere Laubhölzer werden befallen, darunter auch wenige Weichhölzer, während die andere mitteleuropäische Art Ptilinus fuscus sich nur in Weichhölzern entwickelt. Es wird auch immer wieder der Befall von Nadelhölzern gemeldet. Bei Zuchtversuchen werden in Nadelholz zwar ebenfalls Brutgänge angelegt, doch wurde bisher keine Eiablage beobachtet. Auch in Brutgängen in Nadelhölzern im Freiland konnten bisher keine Eier nachgewiesen werden.
Bei der Zucht unter geeigneten Bedingungen (70 % Luftfeuchtigkeit, Zuführung von Stärke, Zimmertemperatur) dauert die Entwicklung etwa ein Jahr. Unter natürlichen Bedingungen dauert sie gewöhnlich zwei Jahre, bei ungünstigen Bedingungen auch mehrere Jahre.

### Natürliche Feinde
Unter den Insekten wird
- der Buntkäfer Tillus elongatus als Räuber genannt, der den Larven nachstellt. Als Parasiten werden
- die Erzwespe Eusandalum inerme
- die Erzwespe Calosota vernalis
- die Brackwespe Spathius exarator
- eine Schlupfwespe der Gattung Hemiteles angeführt.[31]

## Schädlichkeit
Da die Käfer auch Bäume mit leichten Verletzungen, die andernfalls ausgeheilt wären, angehen und zumindest schwächen und die Holzqualität mindern, muss man sie aus dem Blickwinkel der konventionellen Forstwirtschaft als schädlich einstufen. Befallene Bäume müssen entfernt werden, da sie andernfalls weitere Holzschädlinge anziehen. In einem alten Lexikon wird der Käfer als Schädling der Edelkastanie angeführt.
Aus anderer Sicht gehört der Käfer zu den Arten, die die natürliche Zersetzung von Totholz vorantreiben. Bei einem groß angelegten standardisierten Verfahren in zwei noch weitgehend naturnahen Wäldern in Italien mit mittelgroßen auf den Boden gefallenen Buchenästen, die noch zum großen Teil berindet waren, war der Käfer deutlich der häufigste aller aus diesen Ästen gezogenen Käferarten.
Während bei der Zersetzung von Holz unter natürlichen Bedingungen der Käfer eine bedeutende Rolle spielen kann, ist sein Anteil an der Zerstörung von verbautem oder verarbeitetem Holz im Vergleich zu anderen Nagekäfern eher gering. So waren bei der eben erwähnten Untersuchung von herabgefallenen Buchenästen der mit Abstand häufigste Käfer Ptilinus pectinicornis, während bei zwei statistischen Untersuchungen von durch Nagekäfer geschädigten Kulturgütern in einem Fall nur 15 % im andern Fall nur 6 % der befallenen Gegenstände vom gekämmten Nagekäfer geschädigt waren. Im Einzelfall können die durch Ptilinus pectinicornis hervorgerufenen Schäden an Fachwerk, Holzböden, unsachgemäß in Klöstern oder Museen gelagerten Holzgegenständen wie Möbeln, Gebrauchsgegenständen, Bilderrahmen, Ikonostasen und dergleichem beträchtlich sein. Aus Rumänien wird berichtet, dass es Holzkirchen gibt, bei denen die Decke des Kirchenschiffes aus Buchenholz gefertigt ist und diese zumindest unter der Mitwirkung von Ptilinus pectinicornis teilweise derart geschädigt sind, dass sie bereits unter leichtem mechanischem Druck brechen.
Es ist der Name Bücherbohrer überliefert. Der Käfer beziehungsweise seine Larven durchbohrt jedoch keine Bücher, sondern gelegentlich hölzerne Büchereinbände. Dies kann bei wertvollen alten Büchern noch eine aktuelle Bedrohung darstellen.

## Verbreitung
Der Käfer ist eurasischer Herkunft, wurde aber 1950 in New York gefunden und gilt heute als Kosmopolit. In Europa ist er weit verbreitet, hauptsächlich in Mittel- und Zentraleuropa, wo er von ökonomischem Interesse ist. In Mitteleuropa kommt er alpin nicht vor. Ebenso fehlt er in den nördlichen Regionen von Skandinavien. Auf der iberischen Halbinsel dagegen ist sein Vorkommen auf die nördlichen Gebiete beschränkt. Außerdem erstreckt sich das Verbreitungsgebiet nach Kleinasien und bis Sibirien. Entgegen den Angaben in Fauna Europaea ist der Käfer auch in Nordportugal zu finden.